# Сарасота
Сарасо́та (англ. Sarasota, /ˌsærəˈsoʊtə/) — город и окружной центр округа Сарасота (штат Флорида, США) с населением 51 917 человек по статистическим данным переписи 2010 года. Входит в метрополитенский статистический ареал Норт-Порт–Сарасота–Брейдентон в котором насчитывается 702 281 человек.

## География
По данным Бюро переписи населения США Сарасота имеет общую площадь 65,257 квадратного километра, из которых 37,974 кв. километра занимает земля и 27,283 кв. километра — вода. Площадь водных ресурсов составляет 41,8 % от всей его площади. Город расположен на высоте 6 метров над уровнем моря.

## Демография
По данным переписи населения 2010 года в Сарасоте проживало 51 917 человек. Плотность населения составляла около 1367,8 человека на один квадратный километр.

## Инфраструктура
- Оперный театр
- Публичная библиотека Селби, основана в 1907 году.

## Спорт
Стадион Эд Смит. 1 ноября 2008 года Барак Обама выступил на стадионе с речью перед десятью тысячами зрителей в рамках своей президентской кампании 2008 года.